# جون د. هال
جون د. هال (بالإنجليزية: John D. Hall)‏ هو سياسي أمريكي، ولد في 18 يناير 1957، وتوفي في 18 مارس 2005. حزبياً، نشط في الحزب الديمقراطي. وقد انتخب عضو مجلس نواب كارولينا الشمالية.